# Budele, Vâlcea
Budele este un sat în comuna Tetoiu din județul Vâlcea, Oltenia, România.
Satul Budele se află în partea de sud a județului Vâlcea apartinând comunei Tetoiu. Această localitate, Budele se află pe valea pârâului cu acelaș nume, si este formata din aproximativ 120 de familii.
Scriitorul Bogdan Amaru (decedat în 1936) s-a născut în această localitate. În sat poate fi vizitată „Casa Memorială Bogdan Amaru”.
 Acest articol despre o localitate din județul Vâlcea este deocamdată un ciot. Puteți ajuta Wikipedia prin completarea lui.